# Osservatorio Gravitazionale Europeo
L'Osservatorio Gravitazionale Europeo, più conosciuto con il nome in lingua inglese European Gravitational Observatory o con il suo acronimo EGO, è un consorzio creato dall'istituto di finanziamento del Virgo (CNRS per la Francia e INFN per l'Italia), allo scopo di dirigere l'esplorazione scientifica a lungo termine dell'Interferometro VIRGO per lo studio delle onde gravitazionali e per promuovere la collaborazione europea in questo campo di ricerca.
Virgo è un Interferometro di 3 chilometri costruito dalla collaborazione di Francia e Italia nella campagna di Pisa, nel villaggio di Santo Stefano a Macerata del comune di Cascina. Questa collaborazione ha poi sviluppato in questo ambito 11 laboratori tra Francia e Italia occupando più di 150 scienziati.
EGO è stato istituito sotto la legislazione italiana e il suo organo direzionale è un Consiglio Direttivo composto da 6 persone nominate dall'istituto di finanziamento stesso. Il Consiglio nomina un Direttore che è il legale rappresentante e organo esecutivo di EGO. Il Comitato Consultivo Scientifico e Tecnico, formato da più di 10 personalità del mondo della scienza, coordina le attività scientifiche e tecniche svolte dal Consorzio.